# Centroctenus
Centroctenus es un género de arañas araneomorfas de la familia Ctenidae. Se encuentra en Sudamérica.

## Lista de especies
Según The World Spider Catalog 12.0:
- Centroctenus acara Brescovit, 1996
- Centroctenus auberti (Caporiacco, 1954)
- Centroctenus irupana Brescovit, 1996
- Centroctenus miriuma Brescovit, 1996
- Centroctenus ocelliventer (Strand, 1909)